# Ross Rebagliati
Ross Rebagliati (* 14. Juli 1971 in Vancouver) ist ein kanadischer Unternehmer, Aktivist für die Cannabislegalisierung und ehemaliger professioneller Snowboarder. 1998 wurde er Riesenslalom-Olympiasieger; dabei sorgte er vor allem durch seine vorübergehende Disqualifikation wegen der Verwendung von Cannabis für internationale Schlagzeilen. Er führt ein Unternehmen, das cannabidiolhaltigen Arznei- und Lebensmittel herstellt und vertreibt.

## Biografie

### Sportler
Rebagliati erlernte in seiner Kindheit am Grouse Mountain bei Vancouver das Skifahren. Mitte der 1980er Jahre wechselte er zum Snowboarden – zu einer Zeit, als diese Sportart noch als exotisch galt und mancherorts sogar verboten war. Als Ausgleich dazu betrieb er im Sommer Windsurfen und Mountainbiking. Nach dem Schulabschluss entschloss er sich 1991 dazu, das Snowboarden professionell auszuüben. Da er noch keinen bedeutenden Sponsor hatte, war er in der ersten Saison auf die finanzielle Unterstützung seines Vaters angewiesen, um sich in der lukrativen ISF-Tour in Europa etablieren zu können. In der Saison 1993/94 erreichte er den zweiten Platz in der Riesenslalomwertung, in der Saison 1994/95 den dritten Platz.
Wegen eines Kreuzbandrisses verpasste Rebagliati die gesamte Saison 1995/96. Daraufhin begann er am Snowboard-Weltcup der FIS teilzunehmen. In der Saison 1996/97 gewann er zwei Rennen und belegte Platz 3 in der Riesenslalomwertung. Seine Teilnahme bei den Olympischen Winterspielen 1998 in Nagano, wo Snowboarden erstmals zum Programm gehörte, war wegen einer Verletzung am Schienbein gefährdet. Zwar war Rebagliati rechtzeitig wieder fit geworden, er galt aber nicht als aussichtsreicher Medaillenanwärter. Die erste Snowboard-Entscheidung der olympischen Geschichte, der Riesenslalom, fand am 8. Februar 1998 statt. Nach dem ersten Lauf lag Rebagliati nur an achter Stelle, zeigte dann jedoch den besten zweiten Lauf aller Konkurrenten. Er schob sich mit zwei Hundertstelsekunden Vorsprung auf den Italiener Thomas Prugger an die Spitze und gewann die Goldmedaille.
Drei Tage später beschloss das Internationale Olympische Komitee (IOC), Rebagliati zu disqualifizieren und die Medaille abzuerkennen, weil in seinem Dopingtest Spuren von Cannabis nachgewiesen worden waren. Rebagliati beteuerte, seit zehn Monaten nicht mehr gekifft zu haben; Freunde von ihm hätten jedoch während einer Abschiedsparty vor den Spielen Joints geraucht und der Wirkstoff THC sei wohl durch Passivrauchen in seinen Blutkreislauf gelangt. Die kanadische Delegation legte beim Internationalen Sportgerichtshof (CAS) umgehend Rekurs ein. Der Wirkstoff war zwar in der IOC-Dopingliste aufgeführt, ein tatsächliches Verbot war jedoch den einzelnen Sportverbänden freigestellt. Da in den FIS-Regularien damals kein ausdrückliches Cannabis-Verbot stand, hob der CAS am 12. Februar den IOC-Beschluss aufgrund fehlender Rechtsgrundlage auf. Zwischenzeitlich war Rebagliati von der japanischen Polizei verhaftet worden, da er unter Verdacht stand, Drogen ins Land geschmuggelt zu haben. Er wurde nach einem mehrstündigen Verhör aus dem Gefängnis entlassen und durfte die Medaille behalten.
Sein Auftritt am 16. Februar 1998 in der Tonight Show von Jay Leno machte Rebagliati zum bekanntesten Olympiateilnehmer überhaupt. Bei der Rückkehr in seinen damaligen Wohnort Whistler bereiteten ihn Tausende von Menschen einen begeisterten Empfang. Nach den Olympischen Spielen setzte Rebagliati seine Sportkarriere fort, konnte jedoch nicht mehr an seine früheren Leistungen anknüpfen. Im FIS-Weltcup war er noch bis 2001 aktiv, danach nahm er sporadisch an Rennen im Nor-Am Cup teil, der nordamerikanischen Kontinentalmeisterschaft. Im März 2007 zog er sich endgültig vom Spitzensport zurück.

### Aktivist und Unternehmer
Nach seinem Olympiasieg genoss Rebagliati seinen Status als weltweite Ikone der Cannabisraucher und galt in den Medien gemeinhin als Legalisierungsaktivist. Vor einem Konzert der Rolling Stones in Denver rauchte er zusammen mit Keith Richards einen Joint hinter der Bühne. Bald jedoch wurde die Aufmerksamkeit zu viel für ihn und er lebte eine Zeitlang zurückgezogen in einem Wohnwagen an einem abgelegenen See. Er stieg später ins Immobiliengeschäft ein und plante unter anderem den Bau eines Luxushotels. Nach dem Platzen einer Immobilienblase im Jahr 2007 verschuldete er sich und musste seinen Lebensunterhalt vorübergehend als Bauarbeiter verdienen. Obwohl Rebagliati nie wegen des Besitzes von Cannabis strafrechtlich verurteilt worden ist, stand er nach 9/11 mehr als ein Jahrzehnt lang auf der „No Fly List“ der USA – allein aufgrund seiner Aussagen in den Medien zu diesem Thema. Er durfte die kanadisch-amerikanische Grenze jeweils nur mit einer gerichtlich genehmigten Verfügung überqueren, die er regelmäßig erneuern musste (erst seit 2017 besitzt er wieder volle Bewegungsfreiheit).
Am 22. Oktober 2009 gab Rebagliati seinen Einstieg in die Politik bekannt. Er strebte die Nominierung als Kandidat der Liberalen Partei im Wahlkreis Okanagan–Coquihalla in der Provinz British Columbia an, um bei der nächsten Unterhauswahl den konservativen Handelsminister Stockwell Day herauszufordern. Etwas mehr als ein Jahr später, am 19. November 2010, zog er seine Kandidatur jedoch zurück und begründete diesen Schritt damit, dass sich sein Lebensmittelpunkt von Kelowna vorübergehend wieder nach Whistler verlagert habe und er sich dort auf seine geschäftlichen Aktivitäten konzentrieren müsse.
Nachdem die kanadische Regierung im Jahr 2013 Cannabis für medizinische Zwecke freigegeben hatte, gründete Rebagliati in Kelowna das Unternehmen Ross' Gold. Einerseits verkaufte es Cannabis und Cannabinoide als Arzneimittel, andererseits Lifestyle-Produkte und Accessoires zum Thema Cannabis. Ebenso betrieb Rebagliati ein mobiles Informationszentrum, mit dem er in zahlreichen kanadischen Städten Halt machte. Nach der Unterhauswahl 2015 gab er seiner Hoffnung Ausdruck, dass die von Justin Trudeau angeführte Liberale Partei wie versprochen die vollständige Legalisierung vorantreiben werde. Er selbst sehe es als seine Verantwortung an, sein Wissen auf diesem Gebiet an die Öffentlichkeit weiterzugeben. In Hinblick auf die sich abzeichnende Cannabislegalisierung in Kanada verkaufte Rebagliati im Dezember 2017 seine Rechte an Ross’ Gold und gründete im darauf folgenden Monat ein neues Unternehmen namens Legacy Brands. Es ist auf die Herstellung und den Vertrieb von cannabidiolhaltigen Arznei- und Lebensmitteln spezialisiert.
Rebagliati lebt in Kelowna. Er hat eine Tochter und einen Sohn aus zweiter Ehe sowie einen Sohn aus erster Ehe.

## Erfolge

### Olympische Spiele
- Nagano 1998: 1. Riesenslalom

### Weltmeisterschaften
- Innichen 1997: 9. Riesenslalom, 16. Slalom, 31. Parallelslalom
- Berchtesgaden 1999: 10. Riesenslalom

### Weltcup
- Saison 1996/97: 3. Platz Riesenslalomwertung
- 3 Podestplätze, davon 2 Siege:

| Datum             | Ort       | Land    | Disziplin    |
| ----------------- | --------- | ------- | ------------ |
| 6. Dezember 1996  | Sestriere | Italien | Riesenslalom |
| 12. Dezember 1996 | Whistler  | Kanada  | Super-G      |

### ISF-Tour
- Saison 1993/94: 2. Platz Riesenslalomwertung
- Saison 1994/95: 3. Platz Riesenslalomwertung